# Jaŭhen Abramenka
Jaŭhen Siarhejevitj Abramenka (belarusiska: Яўге́н Сярге́евіч Абра́менка, łacinka: Jaŭhien Siarhiejevič Abramienka, ryska: Евге́ний Серге́евич Абра́менко, Jevgenij Sergejevitj Abramenko), född 26 februari 1987 i Vitebsk, Vitebskij (rajon), Vitebsk (oblast), Vitryska SSR i Sovjetunionen (nuvarande Vitsebsk, Vitsebski (rajon), Vitsebsk (voblasts) i Belarus), är en belarusisk skidskytt.
Hans hittills bästa placering i världscupen i skidskytte kom säsongen 2010/2011 då han vid distansloppet i Ruhpolding slutade på en 19:e plats.